# Joseph Essombe
Joseph Émilienne Essombe Tiako, född 22 mars 1988, är en kamerunsk brottare och samboutövare. 

## Karriär

### Brottning
Vid afrikanska mästerskapen 2012 i Marrakech tog Essombe silver i 59 kg-klassen och vid afrikanska mästerskapen 2013 i N'Djamena tog hon silver i 55 kg-klassen. Därefter tog Essombe brons i 55 kg-klassen tre år i rad: afrikanska mästerskapen 2014 i Tunis, afrikanska mästerskapen 2015 i Alexandria och afrikanska mästerskapen 2016 i Alexandria.
Vid OS 2016 i Rio de Janeiro tävlade Essombe i 53 kg-klassen, där hon blev utslagen i den andra omgången av venezuelanska Betzabeth Argüello. Under 2017 tog Essombe silver i 55 kg-klassen vid afrikanska mästerskapen i Marrakech, brons i 60 kg-klassen vid Islamic Solidarity Games i Baku samt guld i 58 kg-klassen vid frankofonska spelen i Abidjan.
Vid afrikanska mästerskapen 2018 i Port Harcourt tog Essombe silver i 57 kg-klassen och vid afrikanska mästerskapen 2019 i Hammamet tog hon återigen silver i 57 kg-klassen. Därefter tog Essombe guld i 53 kg-klassen vid både afrikanska spelen 2019 i Rabat och vid afrikanska mästerskapen 2020 i Alger.
Vid OS 2020 i Tokyo tävlade Essombe i 53 kg-klassen, där hon förlorade i den första omgången mot japanska Mayu Mukaida. Essombe fick en ny chans i återkvalet och besegrade först polska Roksana Zasina men förlorade sedan i bronsmatchen mot mongoliska Bat-Ochiryn Bolortuyaa. Hon var även Kameruns fanbärare vid öppningsceremonin.
Vid afrikanska mästerskapen 2022 i El Jadida tog Essombe guld i 57 kg-klassen.

### Sambo
Vid afrikanska mästerskapen 2014 i Yaoundé tog Essombe silver i 60 kg-klassen. Vid afrikanska mästerskapen 2019 i Casablanca tog hon guld i 56 kg-klassen. Vid afrikanska mästerskapen 2022 i Yaoundé tog Essombe guld i 59 kg-klassen.